# Jack Hildyard
Jack Hildyard est un directeur de la photographie britannique né le 17 mars 1908 à Londres et mort en septembre 1990.

## Filmographie
- 1945 : César et Cléopâtre
- 1946 : School for Secrets
- 1947 : While the Sun Shines
- 1948 : Vice Versa
- 1948 : Le Destin de Léopold Ier (The First Gentleman)
- 1948 : Sleeping Car to Trieste
- 1949 : Le Chevalier de carton
- 1949 : La Femme parfaite
- 1949 : Politique... et lapins (en)
- 1950 : The Reluctant Widow
- 1950 : Tony Draws a Horse
- 1951 : Talk of a Million
- 1951 : Hotel Sahara
- 1952 : Home at Seven
- 1952 : Le Mur du son
- 1953 : Folly to Be Wise
- 1953 : Le Fond du problème
- 1954 : Chaussure à son pied
- 1954 : The Green Scarf
- 1954 : The Teckman Mystery
- 1955 : Vacances à Venise
- 1955 : L'Autre Homme (The Deep Blue Sea)
- 1956 : The March Hare
- 1956 : Charley Moon
- 1956 : Anastasia
- 1957 : The Living Idol
- 1957 : Le Pont de la rivière Kwai
- 1958 : The Gypsy and the Gentleman
- 1958 : Je pleure mon amour
- 1959 : Le Voyage
- 1959 : Au fil de l’epée
- 1959 : Jet Storm
- 1959 : Soudain l’été dernier
- 1960 : Les Dessous de la millionnaire
- 1960 : Horizons sans frontières
- 1962 : Astronautes malgré eux
- 1962 : Live Now - Pay Later
- 1963 : Les 55 Jours de Pékin
- 1963 : Hôtel International
- 1964 : Le Plus Grand Cirque du monde
- 1964 : La Rolls-royce jaune
- 1965 : La Bataille des Ardennes
- 1966 : Modesty Blaise
- 1967 : Casino Royale
- 1967 : Les Turbans rouges
- 1968 : Pancho Villa
- 1968 : Mrs. Brown, You’ve Got a Lovely Daughter
- 1969 : Hard Contract
- 1969 : L’Étau
- 1971 : Puppet on a Chain
- 1973 : Piège pour un tueur
- 1974 : The Last Chapter
- 1974 : Le Mystère de la bête humaine The Beast Must Die, réalisé par Paul Annett
- 1976 : Le Message
- 1976 : Not Now, Comrade
- 1976 : Le Message (Al-risâlah)
- 1976 : Emily
- 1978 : Les Oies sauvages
- 1981 : Le Lion du désert
- 1983 : La Grande question